# Piotr Ilich Chaikovski
Piotr Ilich Chaikovski (en ruso: Пётр Ильич Чайковский, romanización Piotr Il'ič Čajkovskij, pronunciación  /ˈpʲotr ɪlʲˈjit͡ɕ t͡ɕɪjˈkofskʲɪj/ⓘ) (Vótkinsk, 25 de abriljul./ 7 de mayo de 1840greg.-San Petersburgo, 25 de octubrejul./ 6 de noviembre de 1893greg.) fue un compositor ruso del período del Romanticismo. Es autor de algunas de las obras de música clásica más famosas del repertorio actual, como los ballets El lago de los cisnes, La bella durmiente y El cascanueces, la Obertura 1812, la obertura-fantasía Romeo y Julieta, el Primer concierto para piano, el Concierto para violín, sus sinfonías Cuarta, Quinta y Sexta y las óperas Eugenio Oneguin y La dama de picas.
Nacido en una familia de clase media, Chaikovski fue el segundo hijo de lliá Petróvich Chaikovski, quien era director de una fábrica minera. Si bien sus padres eran aficionados a la música, la formación que recibió Chaikovski estaba dirigida a prepararlo como funcionario, a pesar del interés musical que mostró. En contra de los deseos de su familia, decidió seguir una carrera musical y, en 1862, accedió al Conservatorio de San Petersburgo, graduándose en 1865. La formación que recibió, reglada y orientada a la música occidental, lo apartó del movimiento contemporáneo nacionalista personificado en el «Grupo de los Cinco» conformado por un grupo de jóvenes compositores rusos, con los cuales Chaikovski mantuvo una relación profesional y de amistad a lo largo de su carrera.
Mientras desarrollaba su estilo, Chaikovski escribió música en varios géneros y formas, incluyendo la sinfonía, ópera, ballet, música instrumental, de cámara y la canción. A pesar de contar con varios éxitos, nunca tuvo mucha confianza o seguridad en sí mismo y su vida estuvo salpicada por crisis personales y períodos de depresión. Como factores que quizá contribuyeron a esto, pueden mencionarse el miedo a que se revelara su homosexualidad, su desastroso matrimonio que contrajo con Antonina Miliukova en 1877, que duró menos de un mes, y su asociación de catorce años con la rica viuda Nadezhda von Meck. En medio de esta agitada vida personal, la reputación de Chaikovski aumentó; recibió honores por parte del zar, obtuvo una pensión vitalicia y fue alabado en las salas de conciertos de todo el mundo. Su repentina muerte a los cincuenta y tres años en el año 1893 suele atribuirse generalmente al cólera, pero algunos lo atribuyen a un suicidio.
A pesar de ser popular en todo el mundo, Chaikovski recibió a veces duras críticas por parte de críticos y compositores. Sin embargo, su reputación como compositor es hoy en día segura, y ha desaparecido por completo el desdén con el que los críticos occidentales a principios y mediados del siglo XX catalogaban su música como vulgar y falta de pensamiento.
Actualmente, Chaikovski es considerado como el compositor más destacado de Rusia y una de las figuras más importantes de la cultura de ese país a lo largo de su historia.

## Biografía

### Antepasados

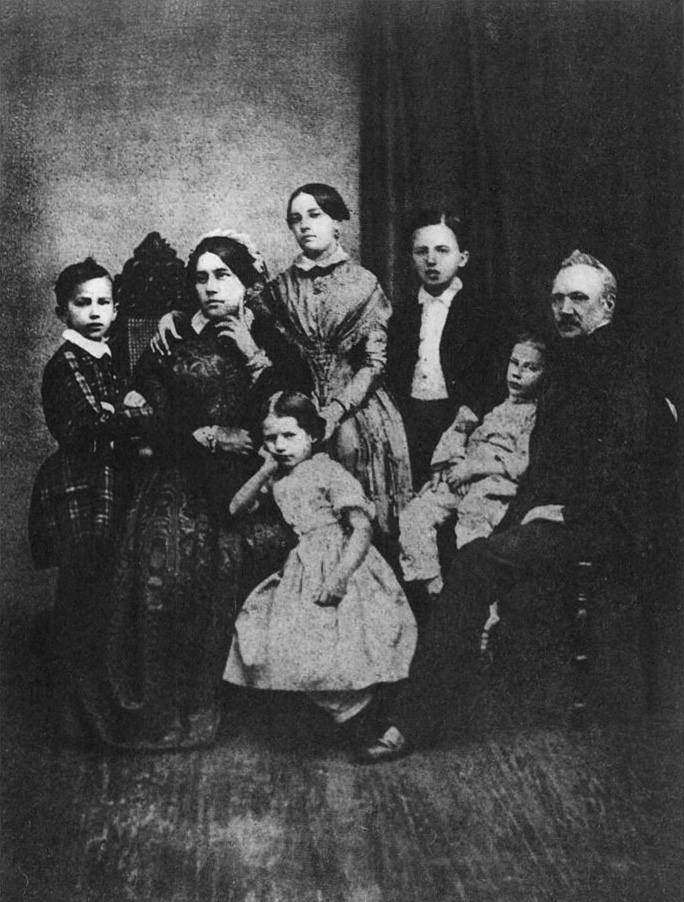
La familia Chaikovski en 1848. De izquierda a derecha: Piotr, Aleksandra Andréievna (madre), Aleksandra (hermana), Zinaída (hermana), Nikolái (hermano), Ippolit (hermano) e Iliá Petróvich (padre).

El bisabuelo de Piotr Ilich Chaikovski por la línea paterna, Fédir Opanásovych Chaika (1695—1767), fue un cosaco de Zaporiyia, oriundo de Kremenchuk, sirvió en el Regimiento de Mýrhorod de la Hueste de Zaporiyia. Chaika (ucr. Чайка, significa gaviota) es un apellido tradicional de Ucrania.
El abuelo de Piotr Ilich, Petró Fédorovych Chaika (1745-1818), nació en Mykoláivka, cerca de Poltava, Ucrania, fue el segundo hijo de Fédir Chaika y su mujer Anna (1717-?). Mientras estudiaba en la Academia Kiev-Mohyla rusificó su nombre, pasando a llamarse Piotr Fiódorovich Chaikovski. Más tarde recibió enseñanzas de medicina en San Petersburgo. En 1785, la zarina Catalina II de Rusia le concedió un título nobiliario por sus servicios como médico militar.
El padre de Piotr Ilich, Iliá Petróvich Chaikovski (1795-1880), era hijo de Piotr Fiódorovich Chaikovski. Nació en Slobodskóie, Gobernación de Vyatka, y fue un ingeniero de minas del Estado, de ascendencia ucraniana.
La madre de Piotr Ilich, Aleksandra Andréievna Chaikóvskaya, de soltera d'Assier, provenía de raíces parcialmente francesas y fue la segunda de las tres esposas de Iliá Petróvich. El dramaturgo, libretista y traductor Modest Ilich Chaikovski fue uno de los hermanos menores de Piotr. Anatoli Ilich Chaikovski, hermano gemelo de Modest, fue un jurista y gobernante.

### Infancia
Piotr Ilich Chaikovski nació en 1840 en Vótkinsk, un pequeño pueblo en la actual Udmurtia, que anteriormente fue parte de la Gobernación de Vyatka del Imperio ruso. En 1843, los padres de Piotr Ilich Chaikovski contrataron los servicios de una institutriz francesa llamada Fanny Dürbach. Su pasión y afecto por el cargo contrarrestaban la actitud de la madre, Aleksandra Andréievna, descrita por un biógrafo como una madre fría, infeliz y distante, no dada a mostrar afecto físico. Sin embargo, otros autores afirman que Aleksandra adoraba a su hijo.
Piotr Chaikovski empezó a recibir lecciones de piano a los cinco años. Fue un alumno precoz, en tres años fue capaz de leer música tan bien como su profesora. Sin embargo, la pasión de sus padres sobre su talento musical pronto se enfrió. En 1850, la familia decidió enviarlo a la Escuela Imperial de Jurisprudencia de San Petersburgo. Esta institución atendía principalmente a la pequeña nobleza y prepararía a Chaikovski como funcionario. Dado que la edad mínima para acceder era de doce años, Chaikovski tuvo que pasar dos años en un internado de la escuela preparatoria de la Escuela Imperial de Jurisprudencia, a unos 1300 km de su familia. Una vez que estos dos años pasaron, Chaikovski fue trasladado a la Escuela Imperial de Jurisprudencia para empezar un curso de estudios que duraría siete años.

### Compositor emergente

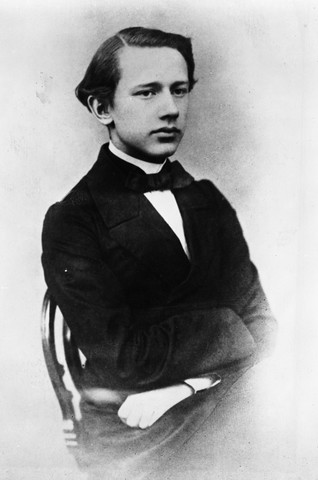
Chaikovski, en su adolescencia.

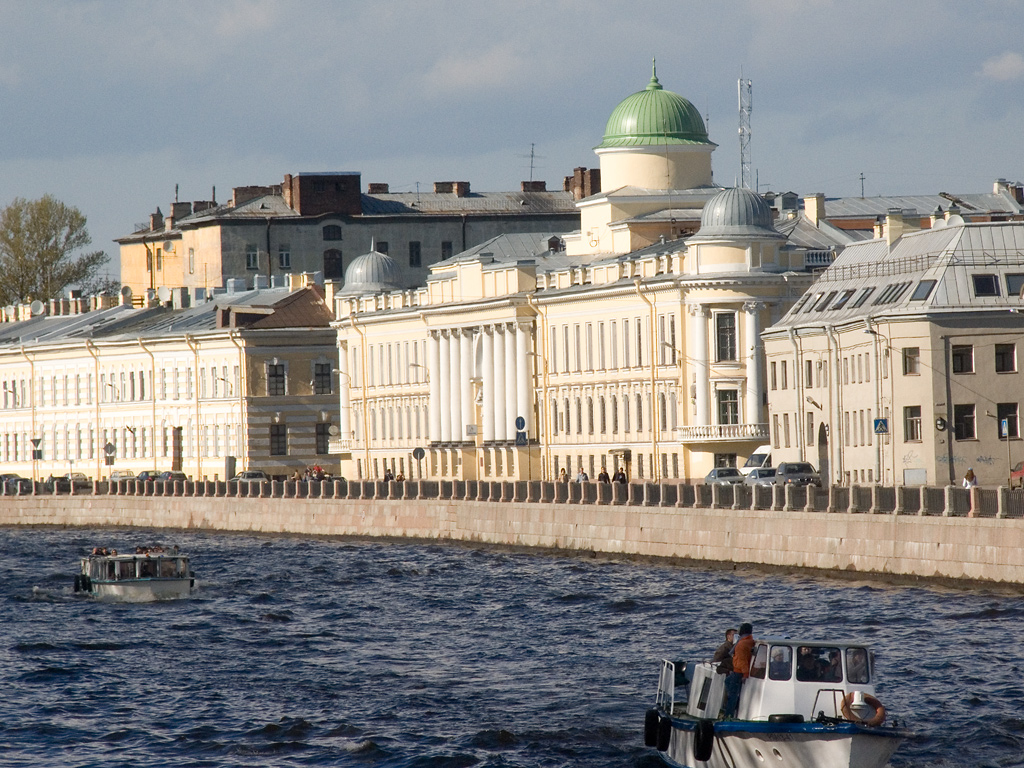
Vista actual de la Escuela Imperial de Jurisprudencia

El 25 de junio de 1854, Chaikovski se vio profundamente afectado por la muerte de su madre Aleksandra a causa del cólera. Lo afectó tanto que se sintió incapaz de darle la noticia a Fanny Dürbach hasta transcurridos dos años. Sin embargo, unos meses después de la muerte de su madre, realizó el primer intento serio de composición, un vals en su memoria. Varios autores afirman que la pérdida de su madre contribuyó al desarrollo sexual de Chaikovski, así como su experiencia con las supuestamente extendidas prácticas homosexuales entre estudiantes de la Escuela Imperial de Jurisprudencia. Sea cual fuere la verdad de esto, algunas amistades con sus compañeros, como Alekséi Apujtin y Vladímir Gerard, fueron suficientemente intensas para durar el resto de su vida.
La música no era una prioridad alta en la Escuela, pero Chaikovski asistía regularmente al teatro y a la ópera con otros estudiantes. Se aficionó a las obras de Rossini, Bellini, Verdi y Mozart. El fabricante de pianos Franz Becker realizaba visitas de vez en cuando a la escuela como profesor de música simbólico. Esta fue la única instrucción formal sobre música que recibió allí. Desde 1855, su padre, Iliá Chaikovski, le financió lecciones privadas con Rudolph Kündinger, reconocido profesor de piano de Núremberg. Iliá además le preguntó a Kündinger sobre la posibilidad de una carrera musical para su hijo. Kündinger contestó que nada sugería que fuera un compositor potencial o incluso un buen intérprete. A Chaikovski se le dijo que acabara su curso y que luego intentara acceder a un puesto en el Ministerio de Justicia.
Chaikovski se graduó el 25 de mayo de 1859 con el rango de consejero titular, el rango más bajo en la carrera de funcionario. El 15 de junio fue admitido en el Ministerio de Justicia. Seis meses más tarde alcanzó el puesto de asistente subalterno y dos meses después de esto, asistente superior. En ese cargo se quedó Chaikovski para el resto de su carrera de funcionario, que duraría tres años.
En 1861, asistió a las clases de teoría musical organizadas por la Sociedad Musical Rusa (SMR) impartidas por Nikolái Zaremba. Un año más tarde siguió a Zaremba para entrar en el nuevo Conservatorio de San Petersburgo. Chaikovski no dejaría su puesto en el Ministerio hasta «que no estuviera bastante seguro de que estaba destinado a ser músico en vez de funcionario». Desde 1862 hasta 1865 estudió armonía, contrapunto y fuga con Zaremba, y Antón Rubinstein, director y fundador del Conservatorio, le impartió instrumentación y composición. En 1863 abandonó su carrera de funcionario y se dedicó a estudiar música a tiempo completo, graduándose en diciembre de 1865. Rubinstein estaba impresionado por el talento musical de Chaikovski, pero esto no evitó tanto los conflictos con él como con Zaremba acerca de la Primera Sinfonía del joven compositor, escrita tras su graduación, cuando la envió para que le dieran una lectura concienzuda. La sinfonía recibió su primera interpretación completa en Moscú en febrero de 1868, donde fue bien recibida.

#### Su relación con Los Cinco
La orientación de Rubinstein hacia la música occidental le trajo la oposición del grupo nacionalista musical conocido como Grupo de los Cinco. Al ser el alumno más conocido de Rubinstein, Chaikovski fue tratado como un blanco fácil, especialmente como carne de cañón para las críticas de César Cui. Esta actitud cambió ligeramente cuando Rubinstein abandonó el panorama musical de San Petersburgo en 1867. En 1869 Chaikovski inició una relación laboral con el compositor Mili Balákirev, líder de Los Cinco; el resultado fue el reconocimiento de la primera obra maestra de Chaikovski, la fantasía-obertura Romeo y Julieta, una obra que Los Cinco adoptaron incondicionalmente. Permaneció cordial con ellos, pero nunca intimó con la mayoría del grupo de Los Cinco, dado que su música le parecía ambivalente; sus metas y estilo estético no iban con él. Se aseguró de mantener una independencia musical de ellos así como de la facción conservadora del Conservatorio de San Petersburgo, una actitud que facilitó su aceptación como profesor del Conservatorio de Moscú, puesto que le fue ofrecido por Nikolái Rubinstein.

### Compositor maduro

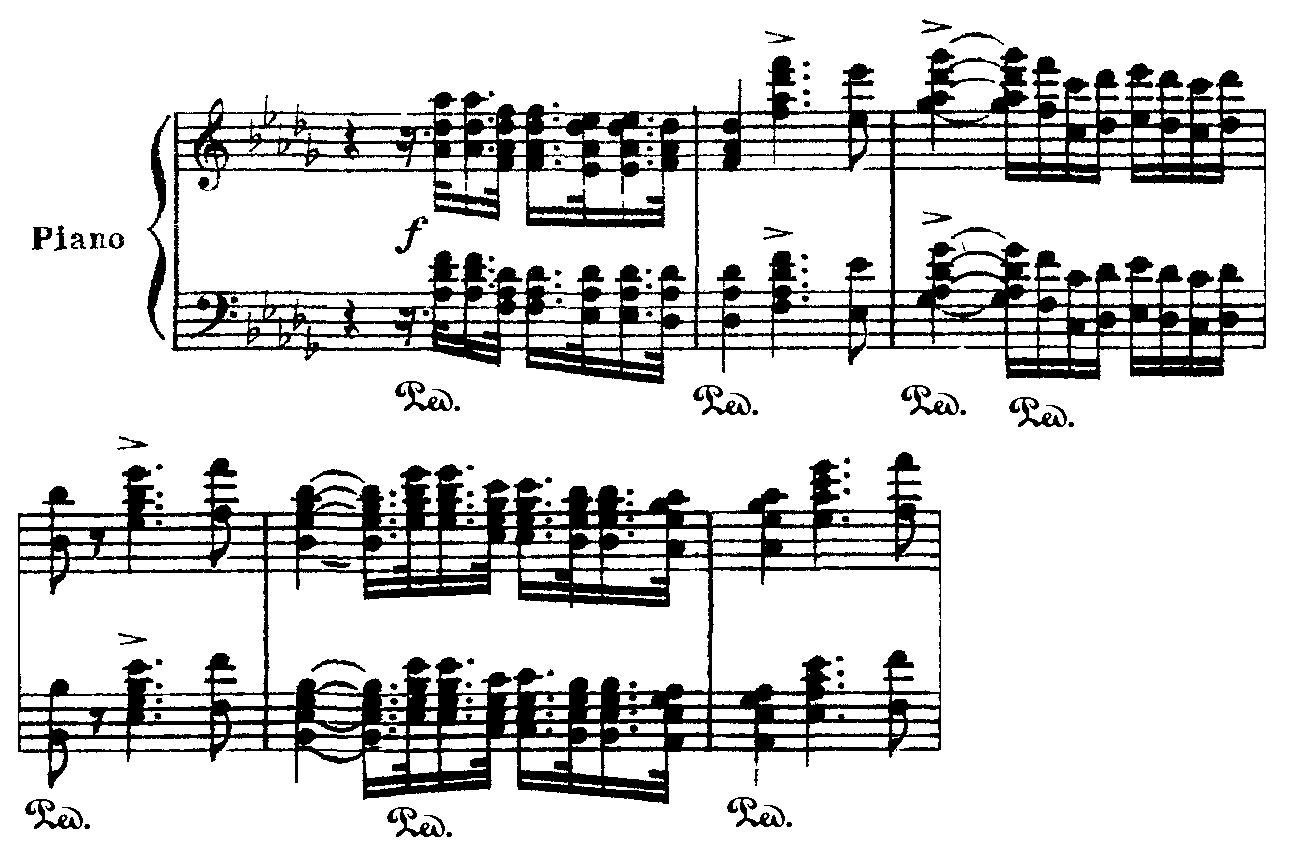
Tema principal del Primer concierto para piano, tocado al piano.

Chaikovski compaginó sus quehaceres profesionales con la realización de críticas musicales mientras seguía componiendo. Algunas de sus obras más conocidas de este periodo son Primer concierto para piano, las Variaciones sobre un tema rococó para violonchelo y orquesta, la Sinfonía «Pequeña Rusia» y el ballet El lago de los cisnes. El Primer concierto para piano recibió un rechazo inicial por parte de Nikolái Rubinstein, persona a la cual el concierto iba dedicado, tal y como contó Chaikovski tres años después. La obra fue entonces ofrecida al pianista Hans von Bülow, cuya manera de interpretar había impresionado a Chaikovski durante una aparición en Moscú en marzo de 1874. Bülow estrenó la obra en Boston en octubre de 1875; Rubinstein finalmente acabó apoyando la obra.

#### Orientación sexual
El escritor Aleksandr Poznanski mostró a través de su investigación que Chaikovski tuvo sentimientos homosexuales y que algunas de las relaciones más cercanas que mantuvo fueron con personas del mismo sexo. El criado de Chaikovski, Alekséi Sofrónov, y el sobrino del compositor, Vladímir "Bob" Davýdov, han sido citados como intereses románticos.
Más dudas plantea la conformidad que tenía Chaikovski de su propia naturaleza sexual. Tras leer toda la correspondencia de Chaikovski, incluyendo la no publicada, Poznanski concluye que el compositor «finalmente empezó a ver sus peculiaridades sexuales como algo inevitable e incluso como una parte natural de su personalidad... sin haber sufrido ningún daño psicológico grave». También han sido publicadas secciones importantes de la autobiografía de su hermano Modest, en las cuales se refiere a esta orientación sexual de su hermano, que comprendía por ser similar a la suya. Algunas cartas que fueron suprimidas por los censores soviéticos, en las cuales Chaikovski habla abiertamente sobre su homosexualidad, han sido publicadas en ruso, así como traducidas al inglés por Poznanski. Sin embargo, el biógrafo Anthony Holden afirma que la búsqueda del musicólogo y erudito británico Henry Zajaczkowski «mediante líneas psicoanalíticas» tiende en cambio a «una inhibición severa inconsciente por parte del compositor acerca de sus sentimientos sexuales»:

Una consecuencia de esto podría ser una indulgencia sexual excesiva como una especie de solución falsa: el individuo de ese modo se engaña a sí mismo diciéndose que acepta sus impulsos sexuales. Complementando esto y, además, como sistema de defensa psicológica, sería precisamente la idealización por Chaikovski de algunos jóvenes de su círculo [el así denominado «Cuarta Suite»], en la cual Poznanski centra su atención. Si la respuesta del compositor a posibles objetivos sexuales era o usarlos y rechazarlos o idealizarlos, aquello muestra que era incapaz de iniciar una relación íntegra y segura con otro hombre. Esto era, sin lugar a duda, la tragedia [de Chaikovski].

El musicólogo e historiador Roland John Wiley sugiere una tercera alternativa, basada en las cartas de Chaikovski. Sugiere que a pesar de que Chaikovski no sufría «ningún sentimiento insoportable de culpabilidad» sobre su homosexualidad, permaneció temeroso de las consecuencias negativas de que eso saliera a la luz, especialmente en las ramas de su familia. Su decisión de casarse e intentar llevar una doble vida fue propiciada por varios factores: la posibilidad de que se revelara su situación, la voluntad de agradar a su padre, su propio deseo de una casa permanente y su amor por los niños y la familia. A pesar de que Chaikovski pudiera haber tenido una vida activa en cuanto a romances, las pruebas sobre emplear «argot sexual y tener encuentros apasionados» son limitadas. Buscó la compañía de homosexuales en su círculo durante largos periodos, «asociándose abiertamente y estableciendo conexiones profesionales con ellos». Wiley añade, «las críticas de inexpertos en la materia sobre lo contrario, que no justifican su asunción, salvo por el periodo de [corta vida matrimonial], afirman que la sexualidad de Chaikovski incluso afectó su inspiración profundamente, o hizo de su música una confesión idiosincrática o incapaz de comunicar contenido filosófico». Lo cierto es que el último movimiento de la Sexta Sinfonía de Chaikovski, más conocida como la Patética, refleja la progresiva desesperación del autor ante la hostilidad de su entorno social y anuncia acaso su suicidio, camuflado bajo el manto de una enfermedad autoinducida, nueve días después de su estreno.

#### Confusión en la vida y la música

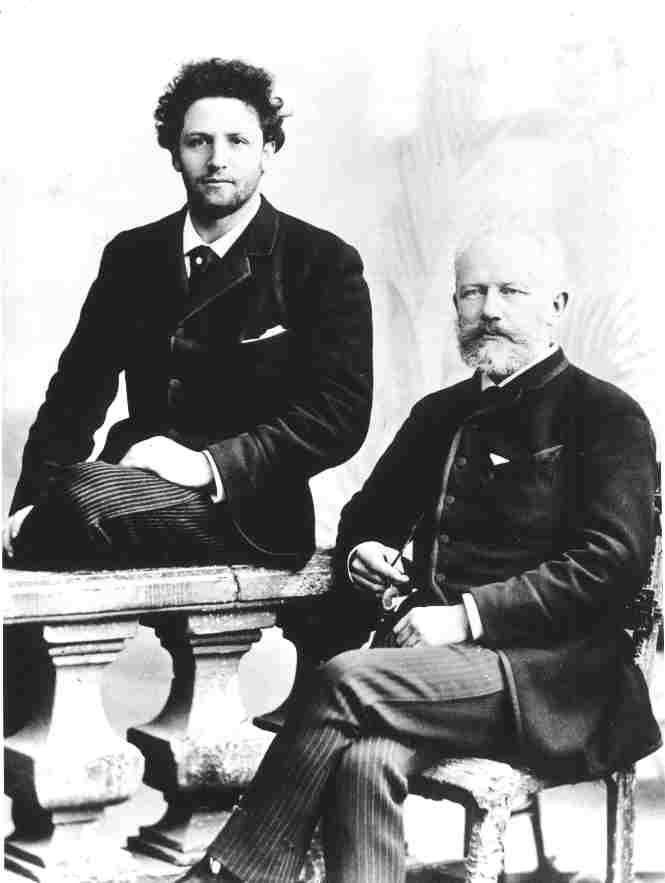
Chaikovski y el chelista ruso Anatoli Brandukov, en París (18 de mayo de 1888).

En 1868, Chaikovski conoció a la soprano belga Désirée Artôt, que por aquel entonces se encontraba en una gira por Rusia. Se encapricharon el uno del otro y se comprometieron al matrimonio. Chaikovski le dedicó su Romance en fa menor para piano, Op. 5. Sin embargo, el 15 de septiembre de 1869, sin decirle nada a Chaikovski, Artôt se casó con un miembro de su grupo, el barítono español Mariano Padilla y Ramos. La opinión generalizada es que Chaikovski superó el asunto bastante pronto. Sin embargo, se ha postulado que codificó su nombre en el Concierto para piano n.º 1 en si bemol menor y el poema sinfónico Fatum. Se volvieron a ver, más tarde, en varias ocasiones y en octubre de 1888 Chaikovski escribió Seis canciones francesas, Op. 65, para ella, como respuesta a su simple petición de una única canción. Chaikovski más tarde llegó a decir que fue la única mujer que jamás amó.
En abril de 1877, el alumno favorito de Chaikovski, Vladímir Shilovski, se casó de repente con la aristócrata Anna Vasílieva, hija del conde Alekséi Vasíliev. La boda de Shilovski pudo incitarlo en cambio a plantearse tomar también tal paso. Declaró su intención de casarse en una carta a su hermano. A esto le siguió el desdichado matrimonio de Chaikovski con una de sus antiguas estudiantes de composición, Antonina Miliukova. El poco tiempo que duró con su mujer lo llevó a una crisis emocional, seguida de una estancia en Clarens (Suiza) para descansar y recuperarse. Permanecieron casados legalmente, pero nunca volvieron a vivir juntos ni tuvieron ningún hijo, aunque ella más tarde tendría tres hijos con otro hombre.
La debacle marital de Chaikovski pudo haberlo obligado a enfrentarse a la verdad en lo concerniente a su sexualidad. Aparentemente, nunca más consideró el matrimonio como camuflaje o vía de escape, ni se consideró capaz de amar a una mujer de la misma forma que a un hombre. Le escribió una carta a su hermano Anatoli desde Florencia (Italia) el 19 de febrero de 1878:

Gracias a la rutina de mi vida ahora, a la algunas veces tediosa, pero siempre inviolable tranquilidad, y por encima de todo, al tiempo que cura todas las heridas, me he recuperado totalmente de mi locura. No hay ninguna duda de que durante algunos meses he estado un poco loco, y sólo ahora, al estar completamente recuperado, he aprendido a relacionar objetivamente con todo lo que hice durante mi breve periodo de locura. El hombre que en mayo se le ocurrió casarse con Antonina Ivánovna, quien durante junio escribió una ópera entera como si nada hubiera pasado, quien en septiembre huyó de su mujer, quien en noviembre se embarcó destino a Roma y otras cosas por el estilo; ese hombre no era yo, sino otro Piotr Ilich.

Unos días más tarde, en otras cartas dirigidas a Anatoli, añadió que no había «nada más en vano que intentar ser alguien distinto al que soy por naturaleza».
Se suele afirmar que la tensión del matrimonio y el estado emocional de Chaikovski justo antes, en realidad, pudieron haber mejorado la creatividad del compositor. Hasta cierto punto, pudo darse este caso. Mientras la Cuarta Sinfonía se inició algunos meses antes de que Chaikovski se casara con Antonina, tanto la sinfonía como la ópera Eugenio Oneguin, que podría decirse que son dos de sus mejores composiciones, se sostienen como una prueba de esta mejoría en su creatividad. Acabó ambas obras en los seis meses que pasaron desde su compromiso hasta el fin de la cura de reposo tras su crisis matrimonial. Cuando estuvo en Clarens además compuso su Concierto para violín, recibiendo para ello ayuda técnica de uno de sus antiguos estudiantes, el violinista Iósif Kotek. Kotek posteriormente le ayudaría a establecer contacto con Nadezhda von Meck, la viuda de un magnate de los ferrocarriles, que se convirtió en su mecenas y confidente.
Como el Primer concierto para piano, el Concierto para violín fue rechazado inicialmente por la persona a la cual el concierto iba dedicado, en este caso el notable virtuoso y pedagogo Leopold Auer. Recibió el estreno en manos de otro solista (Adolph Brodsky), y a pesar de que finalmente contaría con el favor del público, la audiencia silbó durante su estreno en Viena, y fue denigrado por el crítico musical Eduard Hanslick:

El compositor ruso Chaikovski seguramente posea un talento no ordinario, pero más bien, uno exagerado, obsesionado con actuar como un hombre de letras, pero careciendo de criterio y gusto... lo mismo puede decirse de su nuevo, largo y ambicioso Concierto para violín. Durante un rato avanza discretamente, con sobriedad, con musicalidad y sin ser irreflexivo, pero pronto la vulgaridad toma la mano superior y sigue así hasta el final del primer movimiento. El violín a partir de entonces no se toca: es zarandeado, rasgado, maltrecho... El adagio intentaba en un principio reconciliarnos y convencernos cuando, demasiado pronto, se interrumpe para dirigirse a un final que nos transporta a la brutal y espantosa jovialidad de una celebración de iglesia rusa. Vemos una gran cantidad de caras burdas y soeces, escuchar insultos groseros y oler el aliento a alcohol. Durante una discusión sobre ilustraciones obscenas, Friedrich Vischer una vez sostuvo que había pinturas cuyo hedor uno podía incluso ver. El Concierto para violín de Chaikovski nos enfrenta por primera vez con la espantosa idea de que puede haber composiciones musicales cuyo tufo hediondo uno puede escuchar.

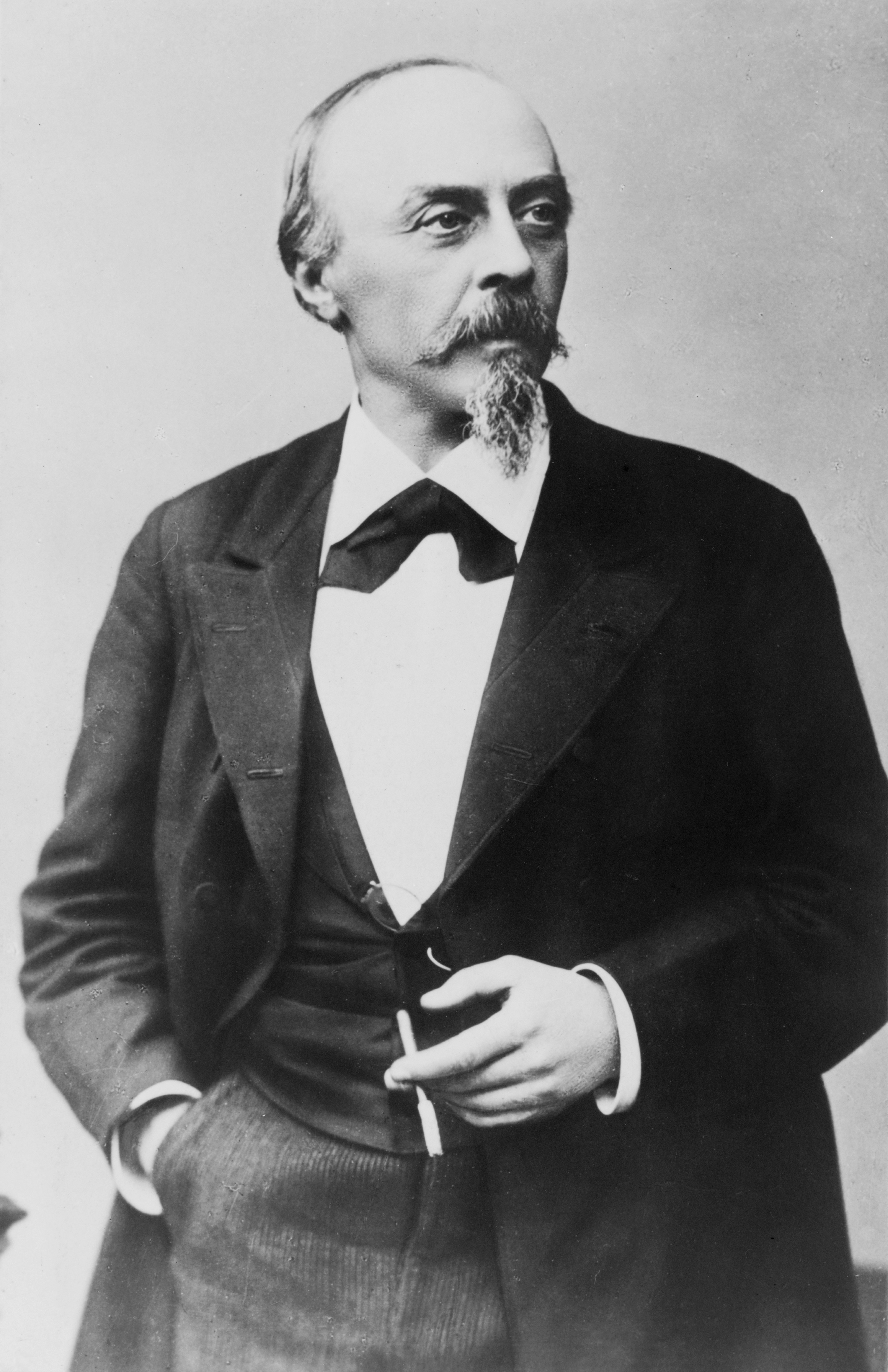
Hans von Bülow se convirtió en un ferviente defensor de la música de Chaikovski.

Auer tardíamente aceptaría el concierto y finalmente lo tocaría con gran éxito entre el público. En el futuro enseñó la obra a sus alumnos, incluyendo Jascha Heifetz y Nathan Milstein. Auer más tarde diría sobre el comentario de Hanslick que «el hecho de que el último movimiento tuviera un ligero aroma a vodka [...] no iba acorde con su buen juicio ni con su reputación como crítico».
La intensidad de la emoción personal fluyendo ahora a través de las obras de Chaikovski era totalmente nueva en la música rusa. Esto instó a algunos comentaristas rusos a colocar su nombre junto con el del novelista Fiódor Dostoyevski. Como los personajes de Dostoyevski, sentían que el héroe musical de Chaikovski persistía al explorar el significado de la vida mientras se está atrapado en un triángulo fatal de amor, muerte y destino. El crítico Ossovski escribió sobre Chaikovski y Dostoyevski: «Con una pasión oculta ambos se detienen ante los momentos de horror, ante el sentimiento total de derrumbe y encuentran aguda dulzura en la fría trepidación del corazón ante el abismo, ambos obligan al lector a experimentar estos sentimientos también».
La fama de Chaikovski entre las audiencias de conciertos empezó a expandirse fuera de Rusia y continuó creciendo. Hans von Bülow se convirtió en un ferviente defensor de la música del compositor tras escuchar algunas de sus obras en un concierto en Moscú durante la Cuaresma de 1874. En un periódico alemán a finales de ese año, alabó el Primer cuarteto de cuerda, Romeo y Julieta y otras obras, e interpretaría algunas otras obras de Chaikovski tanto como pianista y como director. En Francia, Camille Benoit empezó a introducir la música de Chaikovski a los lectores de la Revue et gazette musicale de Paris. La música también recibió bastante publicidad durante la Exposición Internacional de 1878 en París. Mientras, la reputación de Chaikovski crecía, el aumento correspondiente de interpretaciones de sus obras no tuvo lugar hasta que empezó a dirigirlas él mismo, empezando a mediados de la década de 1880. Sin embargo, en el año 1880 todas las óperas que Chaikovski había completado hasta la fecha ya habían contado con una puesta en escena y todas sus obras orquestales habían tenido interpretaciones recibidas con comprensión.

#### Nadezhda von Meck

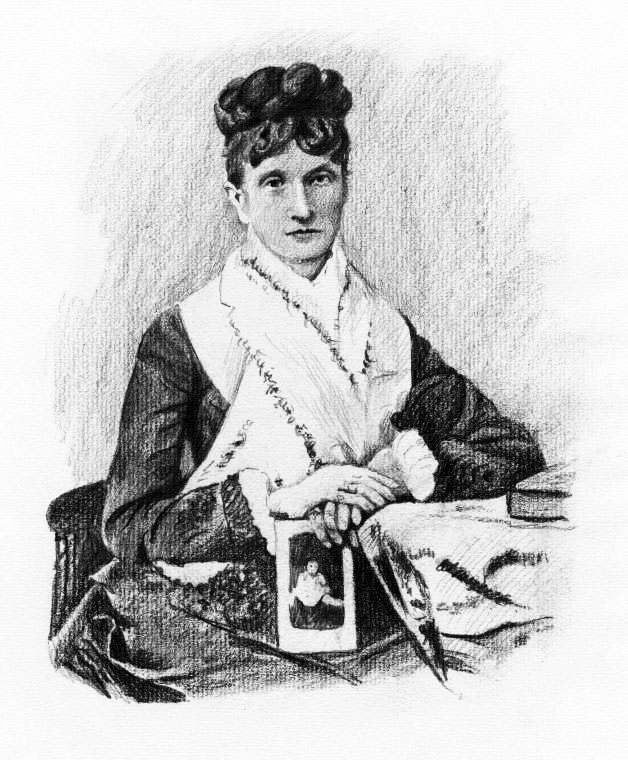
Nadezhda von Meck, la mecenas y confidente de Chaikovski desde 1877 hasta 1890.

Nadezhda von Meck era la viuda de un rico empresario de ferrocarriles ruso y una mecenas influyente en las artes. Tras oír alguna obra de Chaikovski, fue animada por el violinista Kotek para que le encargara algunas piezas de música de cámara. Su apoyo llegó a significar un elemento importante en la vida de Chaikovski; finalmente von Meck le acabaría pagando un subsidio anual de 6000 rublos, lo que le permitió dejar el puesto en el Conservatorio de Moscú en octubre de 1878 y concentrarse en la composición. Con el mecenazgo de von Meck se inició una relación que, debido a la insistencia de ella, fue principalmente epistolar: ella estipuló desde un principio que nunca se conocieran cara a cara. Intercambiaron unas 1000 cartas desde 1877 hasta 1890. En estas cartas Chaikovski fue mucho más abierto sobre su vida y proceso creativo que con ninguna otra persona.
Además de ser una adepta entregada a las obras musicales de Chaikovski, von Meck se convirtió en una parte vital para su existencia en el día a día. Tal y como le explicó a ella,

"Hay algo tan especial sobre nuestra relación que a veces me deja atónito. Te he contado más de una vez, creo que tú eres para mí la misma mano del Destino, vigilándome y protegiéndome. El mismo hecho de que no te conozco personalmente, junto con el hecho de sentirme tan cerca de ti, hace que te imagine como una presencia oculta, pero benevolente, como una Providencia divina".

En 1884, Chaikovski y von Meck quedaron emparentados por el matrimonio de uno de sus hijos, Nikolái, y la sobrina de Chaikovski, Anna Davýdova. Sin embargo, en 1890 von Meck de repente dio por terminada la relación. Padecía problemas de salud que dificultaban su escritura; también había presiones por parte de la familia además de dificultades financieras debido a la mala gestión de sus propiedades por parte de su hijo Vladímir. La ruptura con Chaikovski fue anunciada en una carta entregada por un criado de confianza, en lugar del servicio postal habitual. Contenía la petición de que nunca la olvidara y venía con el adelanto del subsidio de un año. Justificaba esto al estar en bancarrota, lo cual, si no literalmente cierto, era evidentemente una amenaza real por aquel entonces.
Chaikovski se enteró casi un año más tarde de los problemas financieros de su benefactora. Esto no le impidió continuar dando por sentado el subsidio (con frecuentes expresiones efusivas sobre su gratitud eterna), ni se ofreció a devolver el anticipo que recibió con la carta de despedida. A pesar de su creciente popularidad por toda Europa, la asignación de von Meck seguía siendo una tercera parte de los ingresos del compositor. Aunque ya no necesitara su dinero tanto como en el pasado, la pérdida de su amistad, apoyo y ánimo fue devastadora; permaneció confundido y resentido sobre su abrupta desaparición durante los restantes tres años de su vida.

### Años de viajes

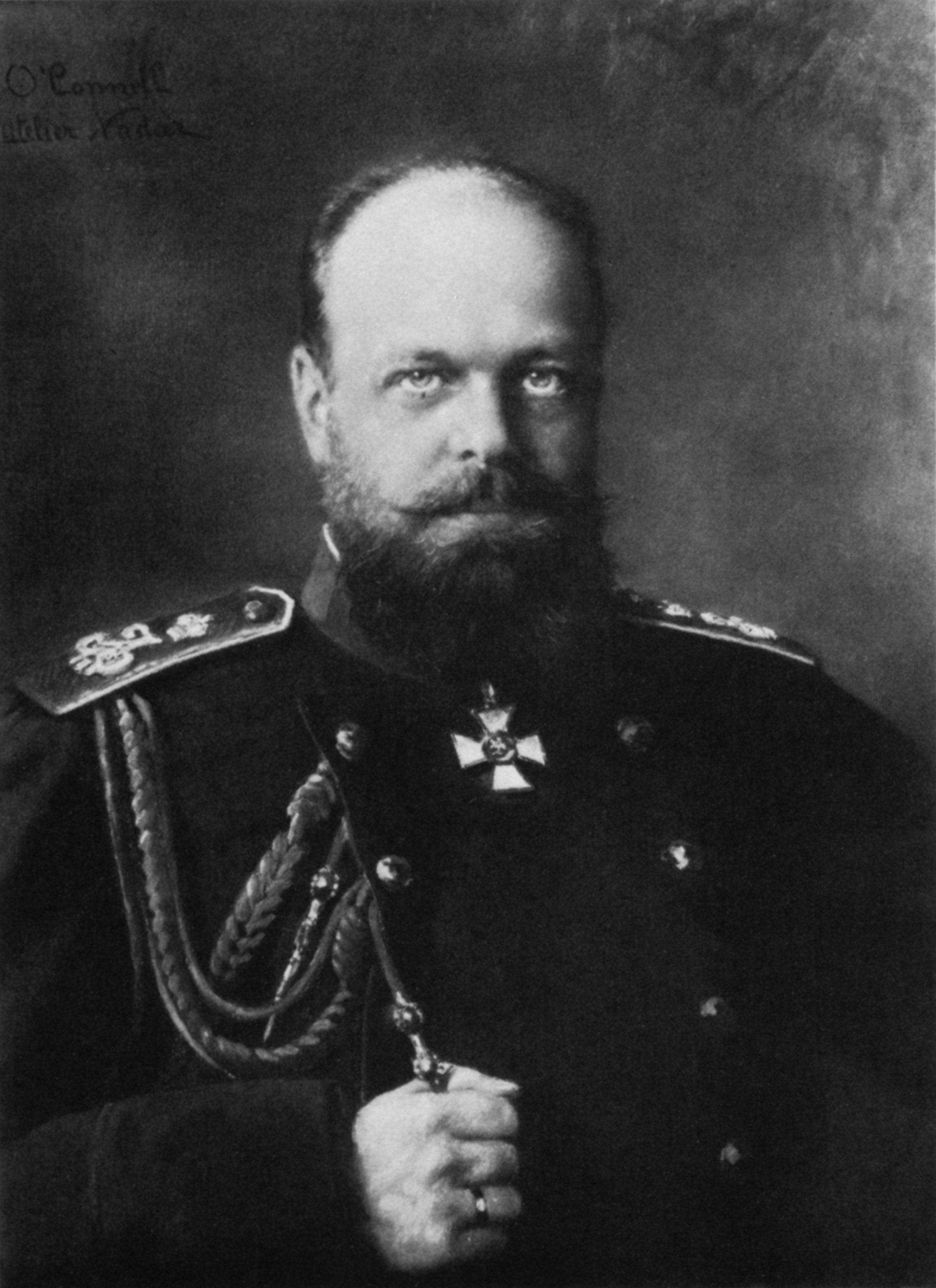
El zar Alejandro III de Rusia, devoto de la música de Chaikovski, le confirió al compositor un premio y una pensión vitalicia.

Chaikovski volvió al Conservatorio de Moscú en otoño de 1879, tras haber abandonado Rusia durante un año al desintegrarse su matrimonio. Sin embargo, rápidamente dimitió, estableciéndose en Kámianka (gobernación de Kiev), aunque viajando sin cesar. Durante estos años, contando con la seguridad de los ingresos regulares de von Meck, erró por Europa y la Rusia rural, sin permanecer mucho tiempo en un sitio y viviendo principalmente solo, evitando el contacto social siempre que le fuera posible. Esto pudo haberse debido en parte a problemas con Antonina, quien accedería o rechazaría alternativamente la opción de divorciarse, llegando hasta un punto en el que se trasladó a un apartamento justo debajo del de su marido. Chaikovski enumera las acusaciones de Antonina hacia él en detalle a Modest: «Soy un impostor que se casó con ella para ocultar mi verdadera naturaleza... La insultaba cada día, sus padecimientos por mi culpa eran grandes... a ella le horroriza mi vergonzosa voz, etc., etc.». Es posible que viviera durante el resto de su vida con el miedo de que Antonina pudiera revelar públicamente su inclinación sexual. Estos factores pueden explicar el por qué, excepto por el Trío para piano que escribió tras la muerte de Nikolái Rubinstein, sus mejores trabajos durante este periodo sean en géneros que no dependen mucho de la expresión personal.
Conforme la reputación de Chaikovski crecía rápidamente fuera de Rusia, se consideró, tal y como Alexandre Benois lo escribió en sus memorias, «obligatorio [en los círculos progresistas musicales en Rusia] tratar a Chaikovski como un renegado, un maestro dependiente principalmente de Occidente». En 1880, esta opinión cambió, prácticamente de la noche a la mañana. Durante las ceremonias de conmemoración para el monumento dedicado a Pushkin en Moscú, Fiódor Dostoyevski dijo que el poeta había recibido un aviso profético de que Rusia conformaría una «unión universal» con Occidente. Un clamor sin precedentes a raíz del mensaje de Dostoyevski se extendió por toda Rusia y el desdén por la música de Chaikovski se disipó. Incluso creó un culto siguiendo a varios jóvenes intelectuales de San Petersburgo, incluyendo Benois, Léon Bakst y Serguéi Diáguilev.

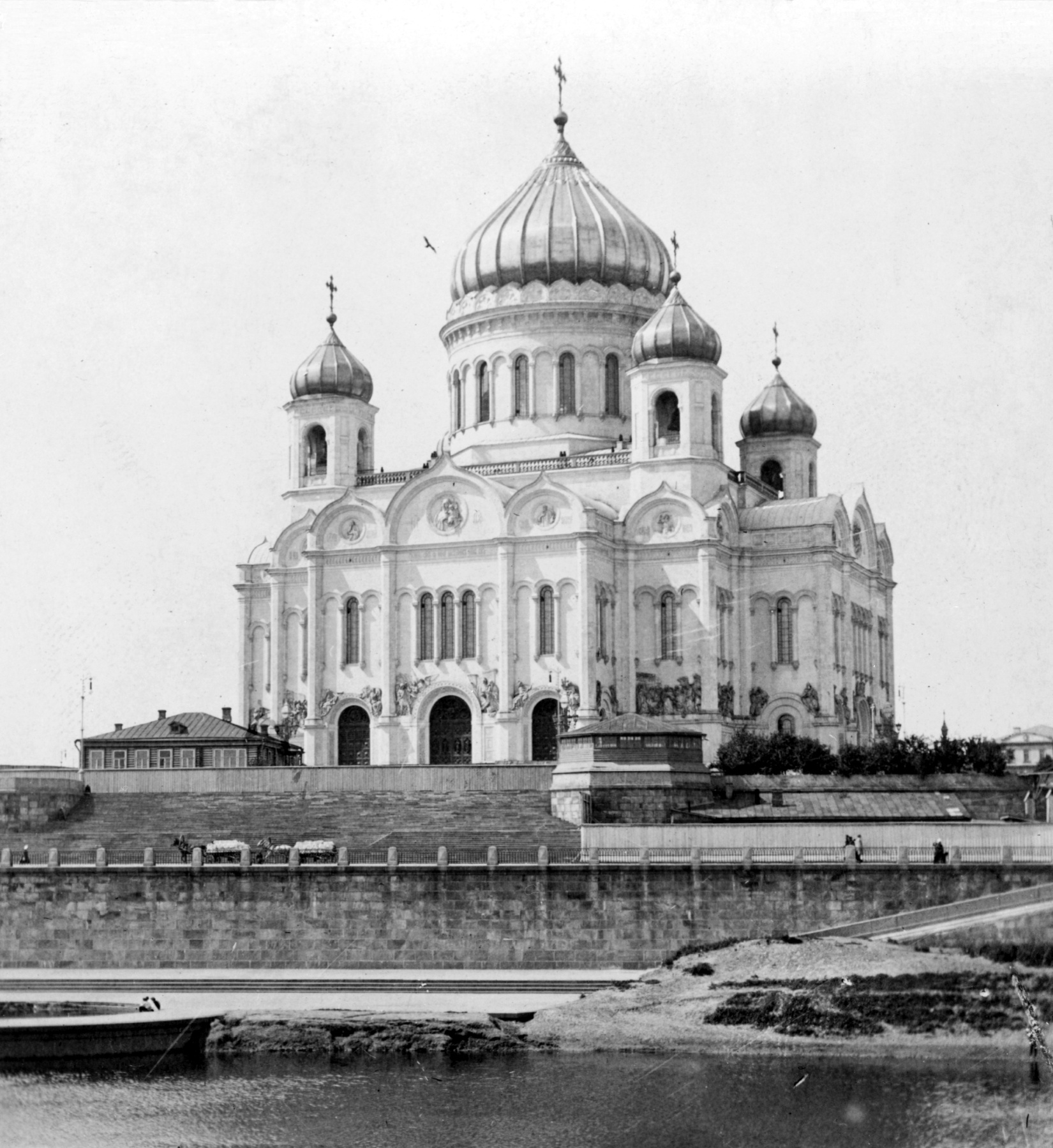
Catedral de Cristo Salvador, Moscú en 1903.

En 1880, la Catedral de Cristo Salvador de Moscú, encargo del zar Alejandro I para conmemorar la derrota de Napoleón Bonaparte en 1812, estaba a punto de finalizarse; el 25 aniversario de la coronación de Alejandro II tendría lugar en 1881 y la Exhibición de Artes e Industria de Moscú de 1882 estaba en los preparativos. Nikolái Rubinstein sugirió una pieza conmemorativa grandiosa para emplearse en las festividades relacionadas. Chaikovski empezó el proyecto en octubre de 1880, acabándolo en seis semanas. Le escribió a von Meck que la obra resultante, la Obertura 1812, sería «demasiado fuerte y ruidosa, pero la escribí sin un cálido sentimiento de amor, por tanto no tendrá ningún mérito artístico». También le advirtió al director Eduard Nápravník que «no me sorprenderé ni ofenderé si encuentras que la obra está escrita en un estilo inapropiado para conciertos sinfónicos». Sin embargo, esta obra se ha convertido para muchos, tal y como la autoridad en Chaikovski, David Brown lo expresa, en «la pieza de Chaikovski que mejor conocen».
El 23 de marzo de 1881, Nikolái Rubinstein murió en París. Chaikovski estaba de vacaciones en Roma y acudió inmediatamente para asistir al funeral en París de su respetado mentor, pero llegó demasiado tarde (aunque formaría parte del grupo de gente que vio el féretro de Rubinstein al volver a Rusia). En diciembre, empezó a trabajar en un Trío para piano en la menor, «dedicado a la memoria de un gran artista». El trío fue estrenado de forma privada en el Conservatorio de Moscú, en el cual Rubinstein había sido director, durante el primer aniversario de su muerte por tres de sus profesores: el pianista Serguéi Tanéyev, el violinista Jan Hřímalý y el violonchelista Wilhelm Fitzenhagen. La pieza se hizo extremadamente popular en vida del compositor y, como un irónico giro del destino, sería la elegía del propio compositor cuando se interpretó en los conciertos memoriales que tuvieron lugar en Moscú y San Petersburgo en noviembre de 1893.

### Regreso a Rusia

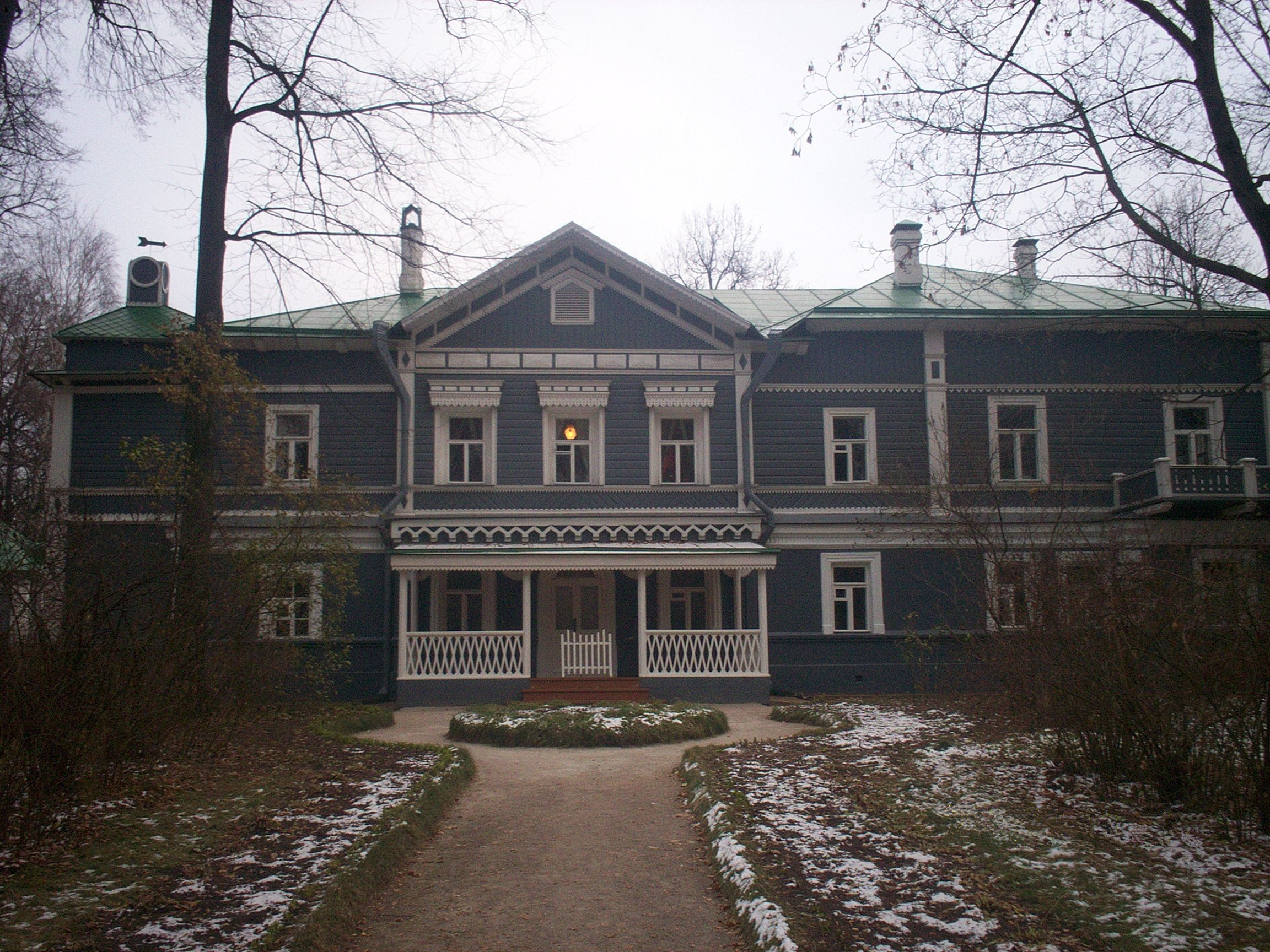
La última casa de Chaikovski, en Klin, ahora convertida en el Museo Chaikovski.

Durante 1884 Chaikovski empezó a deshacerse de su insociabilidad y preocupaciones. En marzo de ese año, el zar Alejandro III le otorgó la Orden de San Vladimiro (de cuarta clase), llevada por la nobleza hereditaria. La condecoración del zar fue una muestra visible del apoyo oficial, que ayudó a la rehabilitación social del compositor. Esta recuperación se sustentó en la confianza ganada tras el tremendo éxito de su Tercera Suite orquestal en su estreno de enero de 1885 en San Petersburgo, bajo la dirección de Hans von Bülow. Chaikovski le escribió a Nadezhda von Meck: «No había visto nunca tal triunfo. Vi como toda la audiencia se conmovía y me daba las gracias. Estos momentos suponen el mejor reconocimiento de toda la vida de un artista. Hacen que toda la vida empleada y todo el trabajo valgan la pena». La prensa al igual se mostró unánimemente favorable.
En 1885, Chaikovski se estableció de nuevo en Rusia. El zar le pidió personalmente una nueva producción de Eugenio Oneguin para que se representara en San Petersburgo. La ópera se había visto previamente solo en Moscú de la mano de un conjunto de estudiantes del Conservatorio. Aunque la recepción de la crítica de la producción de Oneguin que tuvo lugar en San Petersburgo fue negativa, la ópera llenaba cada noche; 15 años más tarde el hermano del compositor Modest identificó este momento como el momento en el que Chaikovski empezó a ser conocido y apreciado por las masas, alcanzando el mayor grado de popularidad que jamás contara un compositor ruso. Las noticias sobre el éxito de la ópera se extendieron y la obra se interpretó en los teatros de ópera de toda Rusia y el extranjero.
Una peculiaridad de la producción de Oneguin que tuvo lugar en San Petersburgo fue que Alejandro III solicitó que la ópera se representara no en el Teatro Mariinski, sino en el Teatro Bolshói Kámenny. Esto supuso que la música de Chaikovski estaba reemplazando la ópera italiana como el arte imperial oficial. Además, gracias a Iván Vsévolozhski, director de los Teatros Imperiales y mecenas del compositor, Chaikovski fue recompensado con una pensión vitalicia de 3000 rublos al año por parte del zar. En esencia este hecho hizo que se convirtiera en el compositor principal de la corte en la práctica, no siendo un título en realidad.
En enero de 1887, se produjo el debut de Chaikovski como director invitado, realizando una sustitución de última hora en el Teatro Bolshói de Moscú para las primeras tres interpretaciones de su ópera Cherevichki. Dirigir era una actividad que el compositor quería conquistar desde hace una década, dado que se dio cuenta de que obtener éxito fuera de Rusia dependía hasta cierto punto de dirigir uno mismo sus propias obras. En un año de interpretaciones de la obra Cherevichki, Chaikovski contaba con considerable demanda por toda Europa y Rusia, que le ayudaron a superar el miedo escénico que tenía desde siempre y potenciar su confianza en sí mismo. Le escribió a von Meck, «¿¡Reconocerías ahora en este músico ruso que viaja por toda Europa a aquel hombre que, solo unos años atrás, huyó de la vida en sociedad y vivió recluido en el extranjero o en el país!?» En 1888, dirigió el estreno de su Quinta Sinfonía en San Petersburgo, repitiendo la obra una semana más tarde con el estreno de su poema sinfónico Hamlet. A pesar de que ambas obras fueron recibidas con gran entusiasmo por la audiencia, los críticos se mostraron hostiles, con César Cui tildando la sinfonía de «rutinaria» y «rimbombante». No obstante, Chaikovski continuó dirigiendo la sinfonía en Rusia y Europa. Esta etapa como director lo llevó a Norteamérica en 1891, donde dirigió la orquesta de la Sociedad de la Orquesta Sinfónica de Nueva York en su Marcha Eslava en el concierto inaugural de la sala de conciertos Carnegie Hall de Nueva York. En 1893, la Universidad de Cambridge en Reino Unido le otorgó a Chaikovski un grado honorario como Doctor of Music.

### Muerte

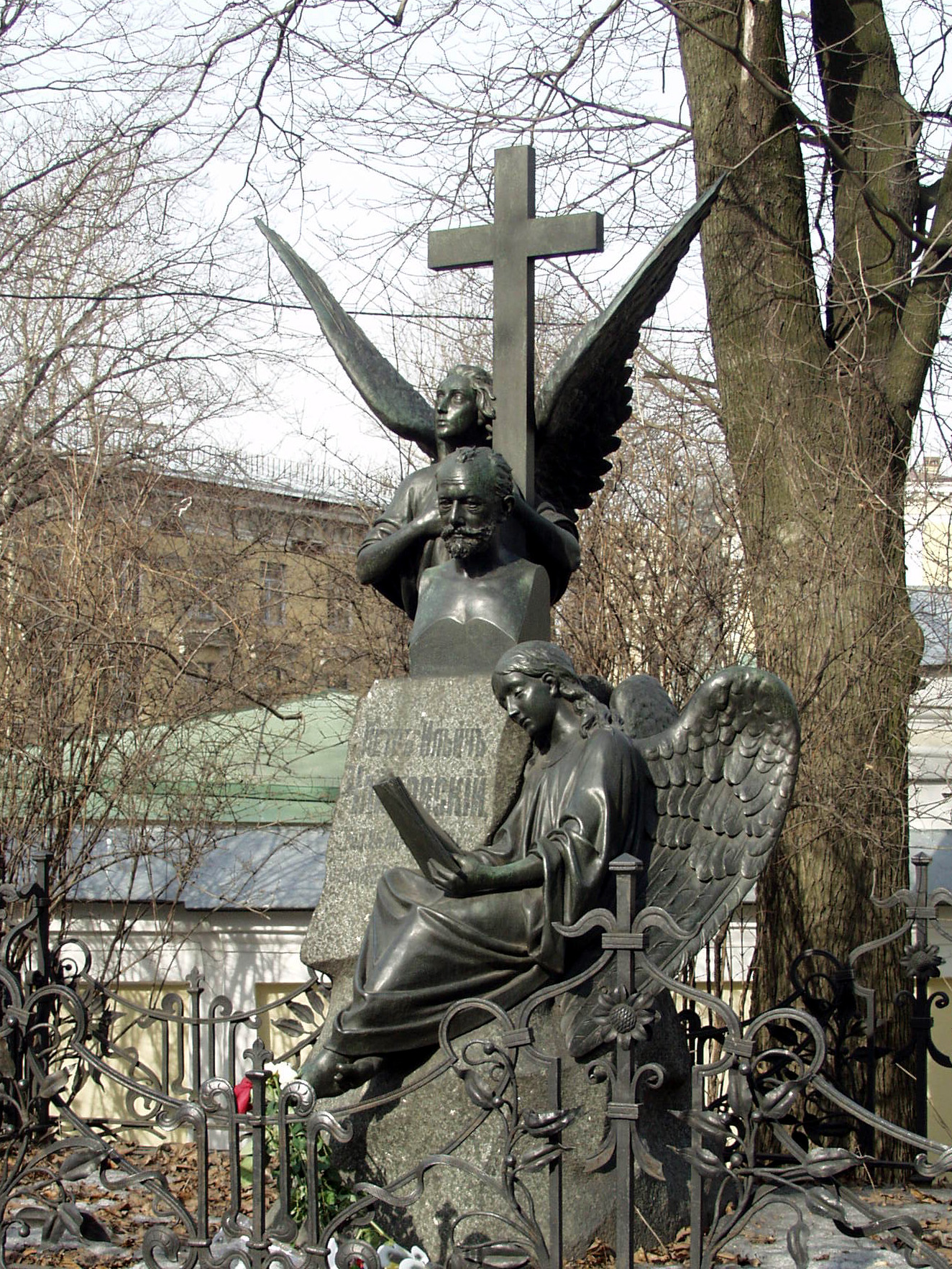
Tumba de Chaikovski en el monasterio de Alejandro Nevski.

Chaikovski murió en San Petersburgo el 6 de noviembre de 1893, nueve días después del estreno de su Sexta Sinfonía, la Patética. Fue enterrado en el Cementerio Tíjvinskoye en el Monasterio de Alejandro Nevski, cerca de las tumbas de sus compañeros compositores Aleksandr Borodín, Mijaíl Glinka, Nikolái Rimski-Kórsakov, Mili Balákirev y Modest Músorgski. Debido a la innovación formal de la Patética y el contenido emocionalmente incontenible en sus movimientos centrales, la obra fue recibida por el público con silenciosa incomprensión durante su primera interpretación. La segunda interpretación, dirigida por Nápravník, tuvo lugar veinte días después en un concierto memorial y fue aceptada de manera más favorable. La Patética desde entonces se ha convertido en una de las obras más conocidas de Chaikovski.
La muerte de Chaikovski ha sido atribuida tradicionalmente al cólera, contraído con mayor probabilidad al beber agua contaminada algunos días antes. Sin embargo, algunos han especulado sobre la base de un supuesto suicidio. De acuerdo con una variación de esta teoría, se le impuso una sentencia de muerte en un «tribunal de honor» por un compañero de la Escuela Imperial de Jurisprudencia de San Petersburgo, como reprobación por la homosexualidad del compositor. Esta teoría no demostrada la planteó la musicóloga rusa Aleksandra Orlova en 1979, cuando emigró a Occidente. Wiley afirma en el New Grove (2001), «La polémica acerca de la muerte [de Chaikovski] puede que haya llegado a un punto muerto... Estos rumores, por culpa de su fama, tardaron en extinguirse... Con respecto a la enfermedad, existen problemas con las pruebas que no ofrecen ninguna esperanza de hallar un resultado satisfactorio; la confusión de los testigos; sin tener en cuenta los efectos a largo plazo del tabaco y el alcohol. No sabemos cómo murió Chaikovski. Puede que jamás lo descubramos...»

## Música

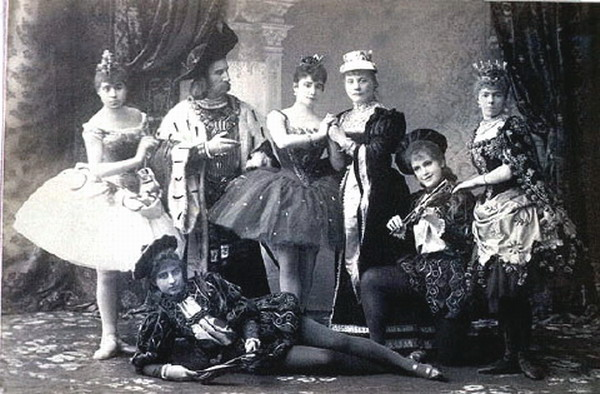
Plantilla original de ballet de Chaikovski, La bella durmiente, San Petersburgo, 1890.

Chaikovski escribió varias obras que son populares entre el público aficionado a la música clásica, entre las que se encuentran Romeo y Julieta, la Obertura 1812, sus tres ballets (El cascanueces, El lago de los cisnes y La bella durmiente) y la Marcha Eslava. Estas, junto con dos de sus cuatro conciertos, tres de sus seis sinfonías numeradas y, de sus diez óperas, La dama de picas y Eugenio Oneguin, son probablemente sus obras más familiares. Casi tan populares son la Sinfonía Manfredo, Francesca da Rimini, el Capricho italiano y la Serenata para cuerdas. Sus tres cuartetos de cuerdas y tríos para piano contienen bellos pasajes, así como sus ciento seis canciones siguen siendo interpretadas en recitales. Chaikovski también escribió unas cien obras para piano, a lo largo de su vida. Brown afirma que «aunque algunas de ellas pueden ser exigentes técnicamente, la mayoría son composiciones encantadoras, no pretenciosas, dirigidas a pianistas aficionados». Añade, no obstante, que «hay más atractivo e ingenio en estas piezas de las que cabría esperar».

### Ámbito creativo
La educación formal que recibió Chaikovski en el conservatorio le permitió escribir obras con tendencias y técnicas orientadas al estilo occidental. Su música es una muestra de un amplio ámbito y amplitud de técnicas, desde una forma «clásica» equilibrada simulando la elegancia rococó del siglo XVIII, hasta un estilo más característico de los nacionalistas rusos, o (según Brown) un idioma musical expreso para canalizar sus propias emociones trastornadas. A pesar de su reputación como «máquina de hacer llorar», la autoexpresión no era un principio central para Chaikovski. En una carta a von Meck del 5 de diciembre de 1878, le explicó que hay dos tipos de inspiración para un compositor sinfónico, una subjetiva y otra objetiva, y que la música programática puede y debe existir, al igual que es imposible exigir que la literatura se las arregle sin el elemento épico y se limite únicamente al lirismo. Igualmente, las grandes obras orquestales que Chaikovski compuso pueden dividirse en sendas categorías: las sinfonías en una y otras obras, como los poemas sinfónicos, en otra. De acuerdo con el musicólogo Francis Maes, la música programática como Francesca da Rimini o la Sinfonía Manfredo eran en su mayor parte el credo artístico del compositor como una expresión de su «ego lírico». Maes también identifica un grupo de composiciones que están fuera de la dicotomía de la música programática contra el «ego lírico», donde Chaikovski tiende a la estética pre-romántica. Entre las obras de este grupo se encuentran las cuatro suites orquestales, el Capricho italiano, el Concierto para violín y la Serenata para cuerdas.

### Recepción y reputación
Aunque la música de Chaikovski ha sido siempre popular entre el público, frecuentemente fue juzgada duramente por músicos y compositores. Sin embargo, su reputación como compositor de importancia está hoy en día aceptada. Su música ha ganado seguidores en las salas de conciertos de todo el mundo, en segundo lugar justo por detrás de Beethoven, gracias en gran parte a lo que Harold C. Schonberg califica de «una dulce, inagotable y supersensual fuente de melodía... con un toque de neurosis, tan emotivo como un grito desde una ventana en una noche oscura». Según Wiley, esta combinación de melodía sobrecargada y emoción recargada polariza a los oyentes, con un popular ruego de la música de Chaikovski compensada con el desdén crítico hacia ella entendida como vulgar y carente de pensamiento elevado o filosofía. Recientemente, la música de Chaikovski ha recibido una revaluación profesional, en la que los músicos reaccionan favorablemente a la música llena de melodías y su artesanía.

### Consideraciones sobre su público
Chaikovski creía que su profesionalidad en combinar su talento y altos niveles de calidad en sus obras le distanciaban de sus contemporáneos del «Grupo de los Cinco». Compartía varios ideales suyos, incluyendo un énfasis en el carácter nacionalista en su música. Su intención era, no obstante, unir esos ideales con un estándar lo suficientemente alto para satisfacer los criterios de Europa Oriental. Su perfeccionismo, además, impulsó su deseo de alcanzar un público mayor, no solo nacional, sino internacional, que fue lo que finalmente logró.
Chaikovski pudo haber recibido influencias para sus composiciones del mecenazgo mayoritario denominado «del siglo XVIII» prevalente en la Rusia de aquella época, que todavía estaba profundamente influido por su aristocracia. En este estilo de mecenazgo, el mecenas y el artista a menudo estarían en igualdad de condiciones. Las dedicatorias dirigidas a los benefactores no eran un acto de humilde gratitud, sino expresiones de su asociación artística. La dedicatoria de la Cuarta Sinfonía a von Meck se sabe que significó un sello sobre su amistad. La relación de Chaikovski con el duque Konstantín Konstantínovich nació a partir del fruto creativo de las Seis canciones, Op. 63, para las cuales el gran duque escribió la letra. Chaikovski no tuvo conflictos de estilo en tocar para los gustos del público, aunque nunca se demostró que satisficiera otros gustos aparte del suyo propio. Los temas patrióticos y el estilismo de las melodías del siglo XVIII en sus obras concordaban con los valores de la aristocracia rusa.

### Estilo compositivo
Según Brown en el New Grove (1980), las melodías de Chaikovski van del «estilo occidental al estilismo de canciones populares y en ocasiones las mismas canciones populares». Su empleo de repeticiones con estas melodías generalmente reflejan el estilo secuencial de las prácticas occidentales, las cuales Chaikovski extendía en una inmensa longitud, construyendo «una emocionante experiencia de intensidad casi insostenible». Experimentó en ocasiones con métricas inusuales, aunque usualmente, como en sus melodías de danza, empleaba una firma, en esencia un compás regular que «a veces se convertía en el agente más expresivo en algunos movimientos debido a su enérgico uso». Chaikovski además practicó con un amplio rango de armonías, desde las prácticas de las armonías y texturas occidentales de sus primeros dos cuartetos de cuerda al empleo de la escala de tonos enteros en el centro del final de su Segunda Sinfonía; esta última era una práctica que solían usar el Grupo de los Cinco.
Debido a que Chaikovski escribió la mayoría de su música para orquesta, sus texturas musicales estaban condicionadas cada vez más con los colores orquestales que empleaba, especialmente tras la Segunda suite orquestal. Brown mantiene que mientras que el compositor estaba habituado a las prácticas orquestales de Occidente, él «prefería diferenciar los colores orquestales haciéndolos más brillantes y definidos según la tradición establecida por Glinka». Tendía a emplear más los instrumentos agudos por su «veloz delicadeza», aunque equilibra esta tendencia con «una certera exploración de los sonidos oscuros e incluso lúgubres de los instrumentos de metal».

### Impacto
Wiley cita a Chaikovski como «el primer compositor ruso de un nuevo tipo, totalmente profesional, que asimiló con firmeza la maestría sinfónica de la tradición de Europa Occidental; en un estilo profundamente original, personal y nacional en el cual unificó el saber hacer de Beethoven y Schumann con las obras Glinka y transformó los logros de Liszt y Berlioz en la música programática en materias de elevación shakesperiana y de importancia psicológica».
Chaikovski creía que su profesionalidad en combinar su talento y altos niveles de calidad en sus obras le distanciaban de sus contemporáneos del Grupo de los Cinco. Compartía varios ideales suyos, incluyendo un énfasis en el carácter nacionalista en su música. Su intención era, no obstante, unir esos ideales con un estándar lo suficientemente alto para satisfacer los criterios de Europa Oriental. Holden sostiene que Chaikovski fue el primer compositor ruso profesional legitimado, afirmando que sólo las tradiciones de música popular y la música de la Iglesia ortodoxa rusa existían antes de nacer él. Holden continúa, «Veinte años después de la muerte de Chaikovski, en 1913, La consagración de la primavera de Ígor Stravinski estalló en la escena musical, marcando la llegada de Rusia en la música del siglo XX. Entre estos dos mundos, la música de Chaikovski se convirtió en el único puente».
Su perfeccionismo, además, impulsó su deseo de alcanzar un público mayor, no solo nacional, sino internacional, que fue lo que finalmente logró. El musicólogo ruso Solomón Vólkov sostiene que Chaikovski fue quizás el primer compositor ruso en pensar sobre el sitio de su país en la cultura musical europea. Como el compositor escribe a von Meck desde París,

"Qué agradable es estar convencido de antemano del éxito de nuestra literatura en Francia. Cada libro étalage contiene traducciones de Tolstói, Turguénev y Dostoyevski... Los periódicos están imprimiendo constantemente artículos muy entusiastas sobre uno u otro de estos escritores. ¡Quizás algún día esto también ocurra con la música rusa!

Chaikovski se convirtió en el primer compositor ruso en dar a conocer personalmente al público extranjero sus obras así como las de otros compositores rusos. Además mantuvo lazos cercanos de negocios y personales con muchos de los principales músicos de Europa y de los Estados Unidos. Para los rusos, según Vólkov, esto era algo totalmente nuevo e inusual.
Por último, el impacto de las propias obras de Chaikovski, especialmente en el ballet, no pueden subestimarse; su dominio de las danseuse (melodías que se ajustan a los movimientos físicos a la perfección), junto con su viva orquestación, temas efectivos y continuidad de ideas eran inauditas en el género, estableciendo nuevos estándares para el papel de la música en el ballet clásico. Noel Goodwin caracteriza El lago de los cisnes como «una obra maestra imperecedera (en el género del ballet)» y La bella durmiente como «el ejemplo supremo de ballet clásico del siglo XIX», mientras que Wiley calificó la última obra como «potente, variada y rítmicamente compleja».